# Культура (Кинельский район)
Культура — посёлок в Кинельском районе Самарской области в составе сельского поселения Кинельский.

## География
Находится на левобережье реки Большой Кинель на расстоянии примерно 2 километра по прямой на север от районного центра города Кинель.

## Население
Постоянное население составляло 5 человека (русские 80 %) в 2002 году, 7 в 2010 году.